# Nicolás Isasi
Nicolás Isasi (La Plata, Buenos Aires, Argentina, 1987), é um cineasta, encenador, músico, professor e crítico de arte argentino. Ele é conhecido por ter alcançado o Top Ten Mundial no Concurso Internacional NANO OPERA para Jovens Encenadores de Ópera e por ter sido um dos artistas selecionados no PQ 2024: Technologies in Theatre, Performance and Exhibition Design, organizado pela Quadrienal de Praga de Performance e Design de Espaço.

## Biografia

### Infância
Nicolás Isasi nasceu em La Plata. Começou a estudar saxofone aos dez anos de idade no Conservatório de Música Gilardo Gilardi, fundado pelo Maestro Alberto Ginastera. Lá ele realizou seus primeiros concertos e logo em seguida ingressou na orquestra do conservatório. Durante sua adolescência, ele foi um espectador regular do Match de improvisação organizado pela Liga de Improvisación no Galpón de la Comedia e estudou improvisação. Interessou-se por cinema desde muito jovem. As artes visuais também fazem parte do seu universo. Desde criança que a mãe e a avó alimentavam a sua paixão: em museus, galerias de arte ou concertos de onde observava detalhadamente os bastidores que o deslumbravam e interessou-se pela arte cinematográfica.

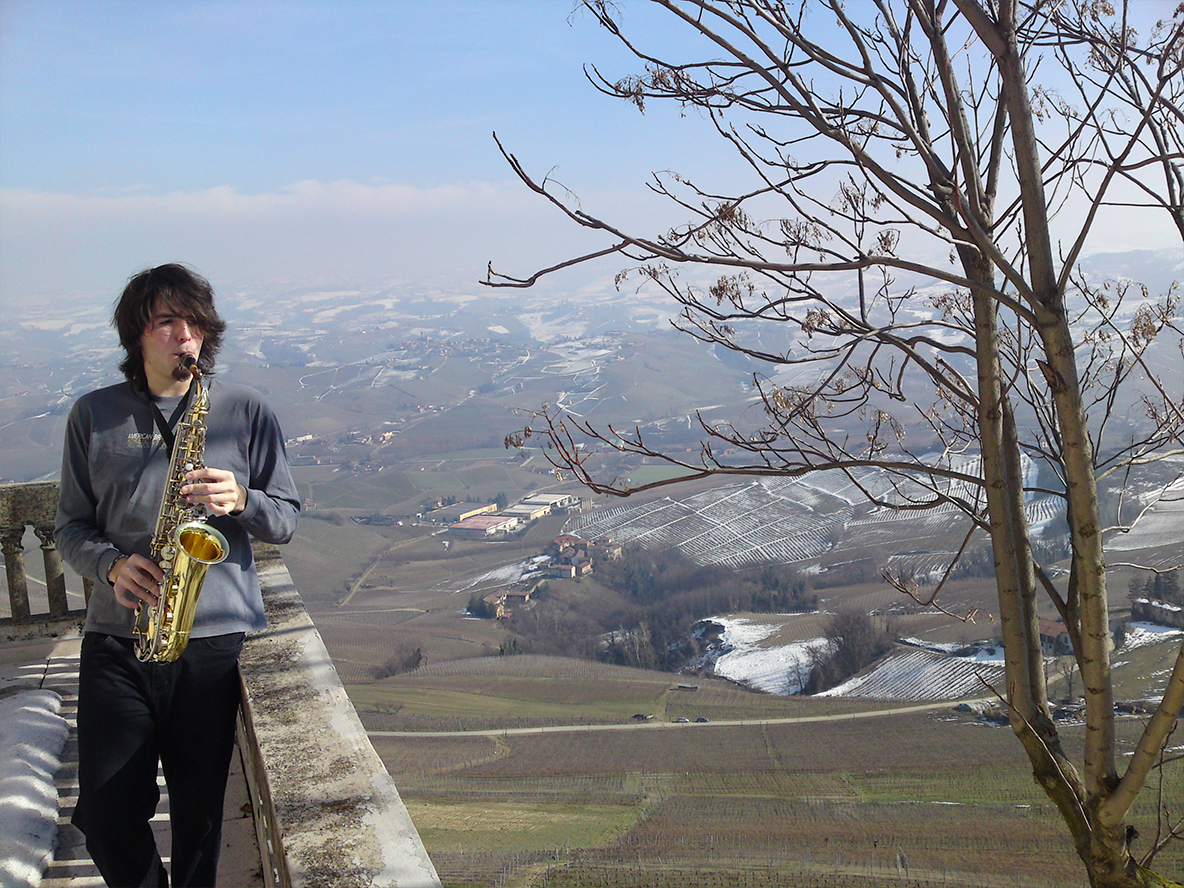
Nicolás Isasi tocando saxofone em Itália.

### Juventude
Seu envolvimento com a música começou quando ele ainda era pequeno. Ele fez audições desde muito jovem e passou a tocar na Orquestra Júnior do Conservatório, na ORVI, na Orquesta Estudantil da Cidade de Buenos Aires (sob a regência do maestro e compositor argentino Guillermo Jorge Zalcman) e na Orquestra Filarmónica Latinoamericana. Também tocou com diferentes grupos de câmara e bandas e, juntamente com o seu pianista formou um duo com o qual tocou improvisações de jazz, rock, pop, e tango durante mais de 15 anos. Depois de frequentar a escola Leonardo Da Vinci de La Plata, mudou-se para Buenos Aires para estudar realização cinematográfica na Universidad del Cine e encenação de ópera no Teatro Colón em Buenos Aires. Ele é o graduado mais jovem a receber o título de diretor de ópera na Argentina. Em 2011, paralelamente aos seus estudos de teatro, recebeu uma bolsa da Ibermedia para participar do seminário de direção da EICTV no CECAN em Tenerife. Discípulo de Ponchi Morpurgo (filha do compositor e maestro italiano Adolfo Morpurgo), trabalhou em sua cadeira universitária e em suas últimas produções artísticas.
Sempre fui atraído pelos bastidores, pela construção do cenário, pela mística da filmagem, pela pré-produção. Ainda sinto a mesma surpresa e a mesma emoção sempre que enfrento um projeto. Considero que a música, o cinema e a ópera estão completamente relacionados. (...) Acredito que nunca se para de aprender.— Nicolás Isasi, 23 de junho de 2019

## Primeiros projetos como diretor

#### Estreia no cinema

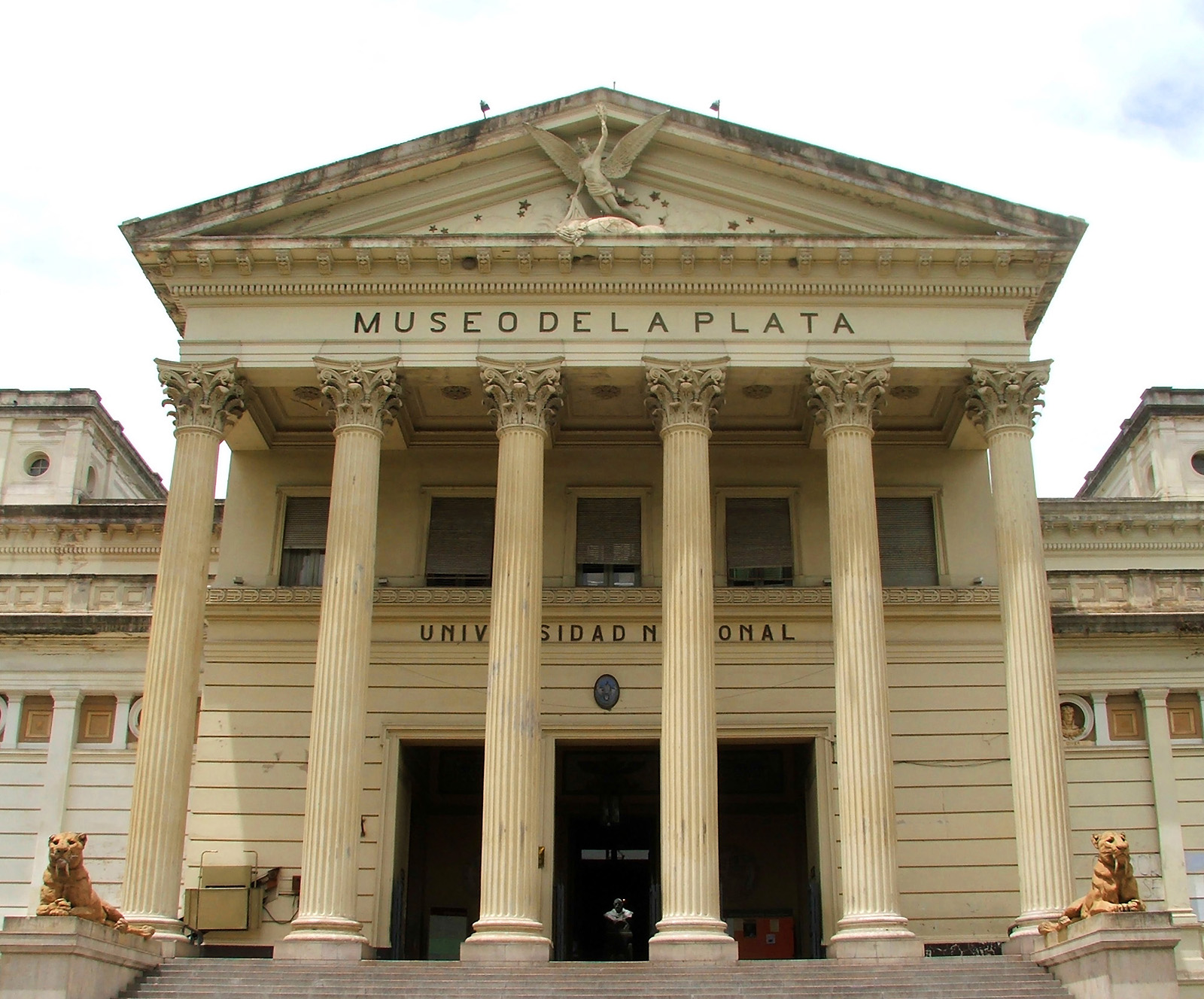
Museu de Ciências Naturais de La Plata, onde se passa a história do filme Intersección (2008).

Aos 17 anos fez a sua primeira curta-metragem chamada Juntos filmada na cidade de La Plata. Nesse período também passou a colaborar como diretor artístico e assistente de realização em diversas produções cinematográficas. A sua primeira curta-metragem de animação, Paseo en el Bosque (Passear na floresta), participou do festival Hojas en blanco no Centro Cultural Pasaje Dardo Rocha em La Plata. A sua curta-metragem Intersección (Interseção) é uma obra introspectiva de suspense que fala sobre a ligação entre a vida e a morte. Foi filmado quando ele tinha 20 anos na casa de Eric Alport Puleston e no Museu de Ciências Naturais de La Plata, é seu primeiro filme em 16mm a ser exibido no exterior, participando do Festival Internacional de Cinema de Cusco (Peru).

#### Estreia na ópera
Em 2008, Isasi foi selecionado como saxofonista numa audição para integrar a Orquestra Filarmônica Latino-Americana, que durante 2009 fez a primeira gravação de Chasca, uma ópera argentina completa produzida profissionalmente na Argentina. A reconstrução de algumas partes dos microfilmes foi realizada a partir da base que está preservada na Biblioteca do Congresso dos Estados Unidos (Washington). O árduo trabalho de compilação durou sete anos, pois não foram preservadas nem a partitura orquestral nem as partes individuais para coro, solistas e instrumentos, incluindo o estudo dos originais incompletos, a edição de todo o material e uma longa investigação realizada pelo compositor Lucio Mario-Videla, presidente da Associação Argentina de Compositores, quem foi também o maestro. Os ensaios foram realizados no La Scala de San Telmo, La Manufactura Papelera e a gravação decorreu no Teatro Globo, na cidade de Buenos Aires, e posteriormente foram publicados em formato de CD e livro. Em 2012, durante seus estudos operísticos no Teatro Colón, encenou a sua primeira ópera, As Bodas de Fígaro, de Wolfgang Amadeus Mozart, para a Opera Joven com um elenco de jovens artistas.

## Carreira
Entre 2007 e 2013 trabalhou como assistente de cenografia e figurinos junto com Ponchi Morpurgo e Elizabeth Tarasewics, entre outras, nas óperas Rigoletto, Romeo y Julieta, A Viúva Alegre, Manon Lescaut, Il Trovatore, Tosca, Madama Butterfly, Doña Francisquita, L'enfant et les sortilèges, La hora española, As Bodas de Fígaro, A Velha Donzela e o Ladrão, Così fan tutte, Die Fledermaus, Don Giovanni, Amelia al ballo, Les Pêcheurs de Perles, L'amico Fritz, Cavalleria Rusticana e A Flauta Mágica para Juventus Lyrica no Teatro Avenida em Buenos Aires.

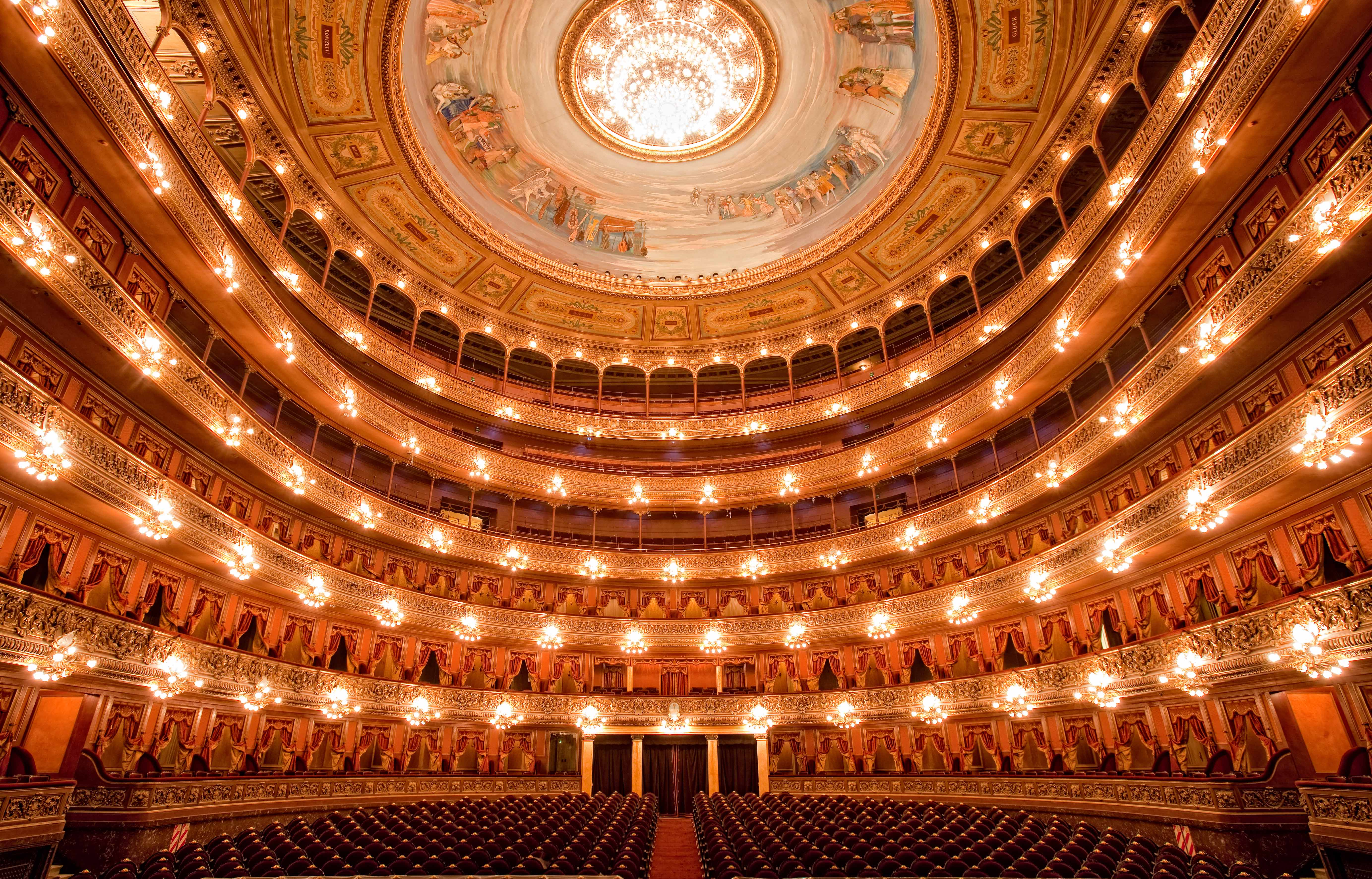
Teatro Colón em Buenos Aires, onde Nicolás Isasi estudou sua carreira operística.

Como encenador, apresentou Bastien und Bastienne, Apollo et Hyacinthus e Le nozze di Figaro de Wolfgang Amadeus Mozart, La Canterina de Joseph Haydn, Cavalleria Rusticana de Pietro Mascagni e O Morcego de Johann Strauss (filho). Por mais de uma década, atuou como professor não apenas na universidade, mas também em várias escolas de ensino médio. Na Universidad del Cine trabalhou nas cadeiras dos cenógrafos e figurinistas argentinos Ponchi Morpurgo e Eduardo Lerchundi. Lá ele também fez parte da nova oficina de cenografia.
Em 2013, Isasi concluiu sua tese de graduação no Teatro Colón encenando a ópera Treemonisha de Scott Joplin, estreia na Argentina, com uma equipe de 60 jovens artistas, no Teatro Empire de Buenos Aires. O grande desafio para os artistas era que, por não ser uma obra de repertório, todos tinham que estudar e preparar a obra pela primeira vez para executá-la. A obra alcançou um estrondoso sucesso com um grupo de 60 jovens artistas da Argentina, Brasil e Chile do Conservatório de Música Gilardo Gilardi, Conservatório Manuel de Falla, López Buchardo, UNA e ISATC. Por ocasião dos 90 anos do encenador Constantino Juri, se faz uma apresentação especial em sua homenagem. Sobre este projeto, o prestigioso diário Buenos Aires Herald citou Nicolás Isasi em um artigo como segue:
“Três apresentações serão oferecidas no Empire por um novo grupo, Oíd Opera. O diretor musical também é o orquestrador: Leandro Soldano. Na pequena orquestra, dois membros me pareceram excepcionais, o pianista e o trompetista. Outros precisam ser melhorados. O encenador, Nicolás Isasi, respeitou a engenhosidade da peça com movimentos simples, e os adereços foram essencialmente espigas de milho, algodoeiros e fardos de feno. (...) O grupo de cantoras pouco conhecidas, mas talentosas, contou principalmente com a presença fresca de Natalia Albero como Treemonisha, alta e esguia, com uma voz de soprano brilhante, bem acompanhada por sua mãe adotiva Monisha (Lucía Alonso, mezzo-soprano) , do baixo estrondoso de Ned, seu "pai" (Carlos Ammirata), ao belo timbre de Matías Klemm (Remus, tenor).»— (Pablo Bardin, Buenos Aires Herald)
Foi assistente de vários realizadores e encenadores como do encenador polonês Michał Znaniecki em vários projetos de ópera, teatro e musicais na Argentina, Polônia (Varsóvia, Chozow, Cracóvia e Stettin) e Itália (no Teatro San Carlo em Nápoles). Na Polónia, trabalhou em Maria de Buenos Aires de Astor Piazzolla para a Ópera de Câmara de Varsóvia, em Sunset Boulevard de Andrew Lloyd Webber no Teatro Chozów, em Les Contes d'Hoffmann de Jacques Offenbach para a Ópera de Cracóvia e Pagliacci de Ruggero Leoncavallo para o Castelo dos Duques da Pomerânia em Szczecin. Isasi também foi assistente de encenação do Festival Ópera Tigre na Argentina, na ilha musical Kaiola Blue com espetáculos emblemáticos que uniam ópera, atuação, dança e acrobacias no cenário natural do Delta onde diferentes cenas musicais de Henry Purcell, Christoph W. Gluck ou Georg Friedrich Handel. Entre as obras de destaque dessas edições estão Los hilos de Ariadna com peças de Ariadne em Naxos de Richard Strauss ou L'Arianna de Claudio Monteverdi. Il ritorno d’Ulisse in patria, que comemorou os 450 anos de Claudio Monteverdi, considerado o pai da ópera e a estreia na Argentina de Flis, o remador no bicentenário do compositor polonês Stanisław Moniuszko.
Em 2018 foi assistente de cenografia do cenógrafo italiano Luigi Scoglio na peça El Casamiento de Witold Gombrowicz no Teatro San Martín de Buenos Aires. Também participou do International Tact Festival na Itália (Trieste) com o Grupo Subsuelo, fazendo uma turnê europeia pela Eslovênia, Alemanha, Irlanda e Espanha. Em 2024, trabalha como assistente de encenação do encenador português Fernando Gomes na Cantata Cénica Dom Garcia de Joly Braga Santos com libreto de Natália Correia e David Mourão-Ferreira estreada no Grande Auditório do Centro Cultural de Belém. A apresentação no Mosteiro de Alcobaça integrou a 32ª edição do Festival Cistermúsica.

### Nano Opera
Em 2019 foi semifinalista (World Top Ten) do Concurso Internacional NANO OPERA para jovens encenadores de ópera organizado pelo Teatro Helikon em Moscou (Russia) e transmitido pelo canal Russia Culture. Este evento, organizado pelo Teatro Helikon de Moscou foi televisionado pelo canal Russia Culture para milhões de telespectadores. O jornal 0221 descreveu:
Nicolás Isasi tem 32 anos, é natural de La Plata e foi selecionado entre centenas de pessoas de todo o mundo para participar do concurso Nano Ópera 2019, no qual avalia a encenação de ópera de jovens encenadores. A prestigiosa competição organizada pelo Teatro Musical da Cidade de Moscou “Helikon Opera” em cooperação com o Departamento de Cultura de Moscou conta com um júri que inclui diretores dos principais teatros do mundo, bem como os principais críticos musicais do país, representantes de TV e rádio.— Jornal 0221, 23 de junho de 2019
A sua participação no concurso incluiu um trabalho de análise escrita anterior à sua seleção e depois cenas de óperas de Giuseppe Verdi e Wolfgang Amadeus Mozart. Nicolás, ciente do privilégio de ter chegado à semifinal do concurso e entrar no Top Ten mundial de jovens encenadores declarou:

“O nível era muito alto e o desafio era complexo. Eles me trataram-me excepcionalmente, com respeito e apreço. Antes de entrar no estúdio de televisão que montaram no teatro, disseram-nos: façam de conta que as câmaras são invisíveis. O ensaio de cada cena foi aberto, em outro idioma com tradução simultânea, público presente e ainda por cima foi televisionado ao vivo e direto pelo mais importante canal de cultura do maior país do mundo”— Diario Clarín, agosto 2019
Em 2021, estreou-se na Inglaterra seu último filme OUT OF MIND sobre a pandemia. Recebeu o prêmio de melhor Filme Experimental no Indie Online Film Festival, o Prêmio Especial do Júri de Melhor Actor na Andy Coast no Europe Film Festival, o prêmio de melhor composição musical para o pianista e compositor italiano Matteo Ramon Arevalos no Tamilnadu International Film Fest, o prêmio de melhor actor para Andy Coast e melhor roteiro para Angela Gentile no Sittannavasal International Film Festival e duas Menções Honrosas no Bloomington Indiana Film Festival e no Festival del Cinema di Cefalù. O filme fez parte, entre outros, da seleção dos seguintes Festivais internacionais de cinema na Hungria, Índia, Alemanha, Suécia, Portugal, Brasil, EUA, Itália, Canadá e na Bienal de València na Espanha. O presidente do festival grego Agrínio fez as seguintes críticas ao filme:
“OUT OF MIND é a conversão de um belo poema de Ángela Gentile em uma representação visual do cineasta argentino Nicolás Isasi. Embora o filme seja argentino, tem uma mensagem global. O filme é uma representação da solidão e do isolamento do ser humano. Isso é resultado da atual estrutura social em todo o mundo. A escolha do preto e branco como estética faz muito sucesso para o filme, pois ajuda muito a transmitir os sentimentos de solidão e isolamento, fazendo o filme respirar. A escolha da música é bem sucedida, combina perfeitamente com o texto. A narração acompanha de uma forma linda. O desempenho de Andy Coast é como deveria ser. Mínimo e com um sentimento nostálgico nos olhos. O filme promove a empatia e o cuidado com o próximo, o que é muito bom. Mensagens e filmes desse tipo deveriam ser mais promovidos.”— George Louridas, presidente do Festival Internacional de Cinema Agrinio
A escritora e professora Angela Gentile, poetisa convidada para o encontro ibero-americano pelos 800 anos da Universidade de Salamanca, comentou em uma entrevista sobre este prêmio:
«Nicolás Isasi, um jovem talentoso de La Plata, realizador, encenador e músico, teve a gentileza de me convocar. Um voto de confiança em meus poemas. As palavras são incrivelmente livres e permitem que você viaje por elas para que se encontrem e se adaptem às imagens. Um conjunto de sentidos foi o processo, uma liberdade absoluta."— (Angela Gentile, Contarte Cultura)
Em 2022, realizou dois projetos audiovisuais relacionados ao centenário do escritor e naturalista argentino Guillermo Enrique Hudson, que estão atualmente em fase de pós-produção. No início de 2023, foi assistente de encenação de Mario Pontiggia na produção de Tosca do Teatro Massimo de Sicilia pela ABAO (Associación de Amigos de la Ópera de Bilbao) em Bilbau. Em sua extensa carreira profissional de artista multifacetado, além de encenador, trabalhou como cenógrafo, figurinista, professor, produtor, diretor de arte, músico, editor, assistente de encenação, artista de vídeo e som, iluminação, compositor, crítico de arte, programador, conferencista e dramaturgo.

### Estreia europea
O Palácio de Mateus anunciou em 2023 a estreia europeia de Nicolás Isasi como encenador de ópera no evento mais importante da programação da XXXI edição dos Encontros Internacionais de Música da Casa de Mateus em Portugal. A estreia contará com um elenco internacional e marca o regresso da ópera As damas trocadas ou Diabo a quatro (1797) do compositor Marcos Portugal. pela primeira vez com instrumentos de época e em versão portuguesa juntamente com a Orquestra Mateus Barroca sob a regência de Ricardo Bernardes no Teatro de Vila Real. O jornal argentino Clarín destacou a relação com Jorge Luis Borges no artigo intitulado "Um jovem diretor de ópera argentino, em ligação com Borges, estreia em Portugal":
“Os primeiros esboços desta peça surgiram nos jardins do Palácio de Mateus, em Vila Real. Entre a música e os passeios, começaram a ganhar força os conceitos de labirinto, de espelho e de cérebro, fundamentais para a concretização da proposta visual. Essas ideias materializadas em fotografias, desenhos e marcas espaciais imaginárias foram transferidas para outros planos, tanto na cenografia como nas projecções animadas (...) Durante o processo de trabalho que alternou entre Vila Real e Lisboa, descobri que Jorge Luis Borges tem ascendência portuguesa. O seu bisavô Francisco (cerca de 1770) viveu em Torre de Moncorvo, no norte de Portugal, antes de emigrar para a Argentina. E esta cidade fica a uma hora de Vila Real, onde iremos apresentar a estreia de As Damas Trocadas. Esta nova produção de Marcos Portugal em Vila Real com instrumentos de época e em versão portuguesa, é uma forma de preservar o legado musical de Marcos Portugal e, por outro lado, presta homenagem ao nosso maior escritor"— Diario Clarín, 12 de julho de 2023
Vários meios de comunicação nacionais e internacionais destacaram a assiduidade, aceitação e interesse do público nesta produção, que poderá chegar a vários palcos portugueses nos próximos meses. Por exemplo, eles afirmam "O homem de La Plata conta a curiosa ligação com Jorge Luis Borges. Nicolás Isasi e uma oportunidade de sonho. As Damas Trocadas será a estreia europeia do encenador argentino Nicolás Isasi".
Para o encenador argentino Nicolás Isasi, o projeto foi "um desafio muito interessante e importante". Esta, destacou, é a primeira vez que dirige uma "ópera em português".— Notícias ao minuto, 20 de julho de 2023
O marco mais afirmativo da programação, diz a Fundação, e a sua convivência com a cidade foi no dia 21 de julho, com a estreia da ópera barroca “As damas trocadas ou o diabo a quatro” de Marcos Portugal no âmbito dos seus encontros de verão musicais. O processo de criação decorreu no palácio, que é monumento nacional português desde 1910. Os documentos desta nova coprodução do Teatro de Vila Real e da Fundação Casa de Mateus baseiam-se nos do Rio de Janeiro. O musicólogo David Cramer, especialista na obra de Marcos Portugal, presente no dia de na estreia onde proferiu uma palestra sobre o compositor, escreveu o artigo "As senhoras trocadas – contexto, recepção e renascença" no qual resgatou parte do sucesso que a ópera teve em sua época. No jornal de música e pensamento mundoclasico.com, uma crítica intitulada “uma utopia cosmopolita”, que permaneceu por mais de uma semana como a mais lida do ranking, escreveu sobre a cenografia e encenação de Nicolás Isasi considerando que:
O resultado plástico não só foi feliz e belo, mas também cumpriu a desejada união entre a música de Marcos Portugal e a escrita de Borges “refletida de janela em janela e multiplicada nestes jardins de caminhos que se bifurcam”. A direção de atuação respeitou os códigos tradicionais da farsa, sem concessões a arcaísmos presumivelmente historicistas ou atualizações da comédia cinematográfica atual, mas agradavelmente salpicada de acenos aos filmes mudos.— Mundoclasico, 11 de agosto de 2023

### Landscapes for Freedom (Paisagens para a liberdade)
Foi um dos artistas selecionados e o seu filme foi distinguido pelo Projeto Libertinagem organizado pela Ala d’Artistas. Ao longo de três meses, com a ajuda de quatro profissionais das artes, os artistas selecionados, desconhecidos entre si, desenvolveram vários projetos relacionados com a escrita criativa, a fotografia, o audiovisual, a música, a composição, o teatro e a performance. Os trabalhos finalizados foram apresentados num evento em Mira de Aire.
Landscapes for Freedom é um filme animado à mão com uma mensagem de paz e esperança para o mundo, baseado no tríptico “Mergulhando na Terra” da artista ucraniana Olena Morkhovska, com música de Matteo Ramon Arevalos e poesia de Iván Frankó. Paisagens para a liberdade foi exibido em Portugal, Inglaterra, Ucrânia e Itália, selecionado no Frome International Climate Film Festival, Dispatches of War, no BCT – Festival Benevento Cinema e Televisione e semifinalista no Batangas Balisong Film Festival nas Filipinas.

## Quadrienal de Praga

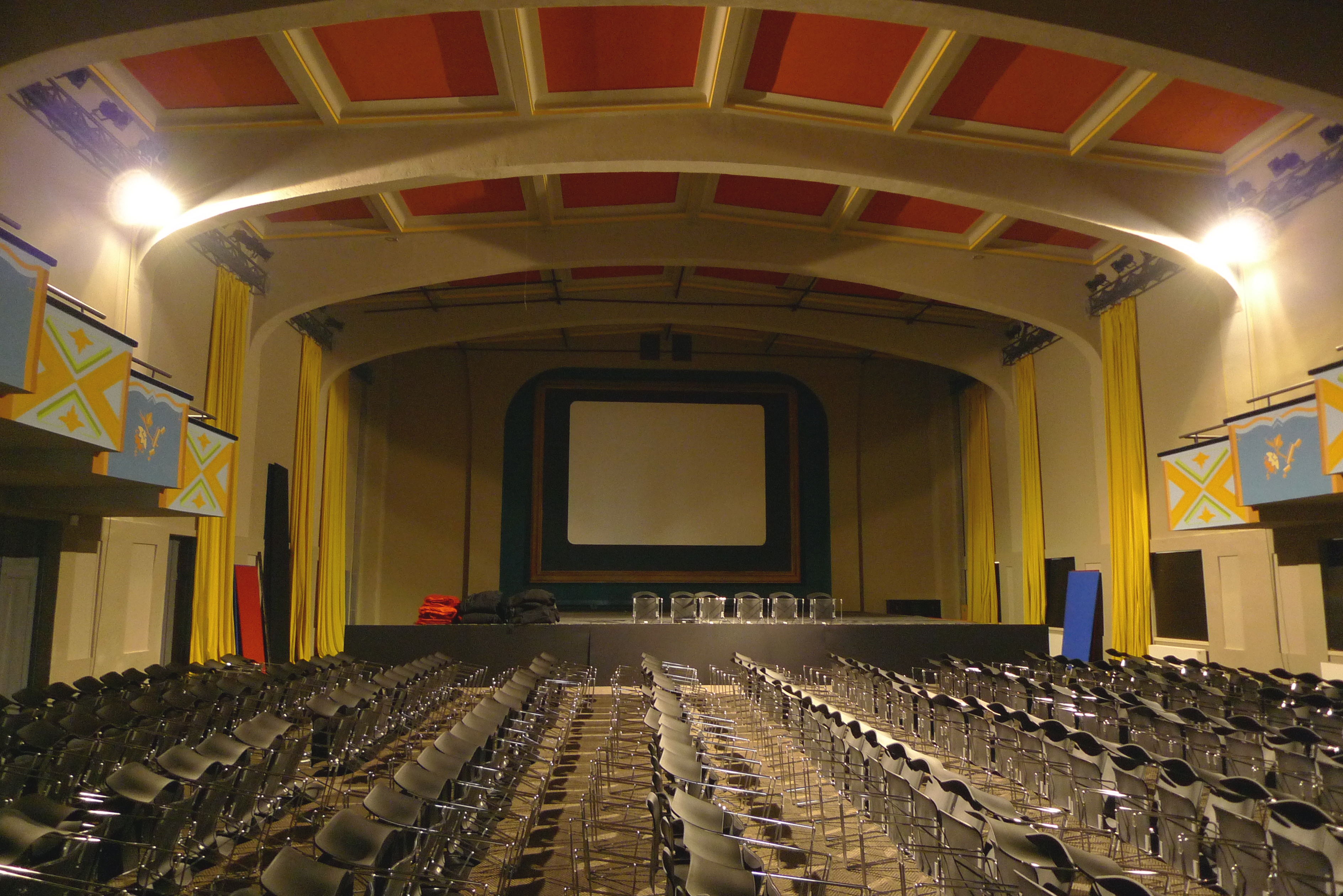
Sala do Cinema-Teatro Vzlet onde se realizou o simpósio em Praga.

É um dos artistas selecionados no PQ 2024: Technologies in Theatre, Performance and Exhibition Design, organizado pela Quadrienal de Praga de Performance e Design de Espaço. O jornal Público descreveu:
Recentemente, a cenografia desse projeto foi selecionada para o Simpósio PQ 2024, um dos maiores eventos internacionais de cenografia, onde será apresentado o trabalho que uniu a música de Marcos Portugal à escrita do argentino Jorge Luis Borges.— Ana Cunha Jornal Público, 4 de Setembro de 2024
Depois de ter sido o único latino-americano a chegar à semifinal do Concurso Internacional de Nano-Ópera para Jovens Encenadores de Ópera, realizado no Teatro Helikon em maio de 2019, Isasi continuou a trabalhar e, no início de 2023, chegou à Europa para empreender um novo projeto em que procurou citar Jorge Luis Borges e contou com a aprovação de María Kodama, viúva do icónico escritor argentino. Com este trabalho, participou e foi selecionado para apresentar no simpósio da Quadrienal de Praga, como um dos oradores do processo de criação do seu projeto teatral. 
Desde 1967, na República Checa, a Quadrienal de Praga evoluiu e muitos designers consideram agora o simpósio como uma plataforma: um fluxo contínuo de atividades e colaborações que têm lugar em todo o mundo com diferentes colegas, profissionais criativos, artistas, investigadores e teóricos. O local do simpósio foi o salão principal do Cinema-Teatro Vzlet, no bairro de Vršovice, em Praga.

## Crítico de arte
Escreveu mais de 500 resenhas, ensaios e artigos de espetáculos nacionais e internacionais para jornais, revistas e livros sobre cinema, teatro, música, ópera, dança, artes visuais, TV, shows, exposições, festivais e recitais onde reflete a experiência acumulada ao longo da sua carreira de espectador, observador, crítico e realizador. Escreveu sobre artistas como Daniel Barenboim, Martha Argerich, Plácido Domingo, Chick Corea, Dario Fo, Riccardo Muti, Paul McCartney, Creedence Clearwater Revival, Julian Lennon, Michel Legrand, Juan Diego Flórez, Krzysztof Penderecki, William Turner, Sinead O’Connor, Simon Rattle, Zubin Metha, Steve Gadd, Joan Miró, Alberto Sordi, Anish Kapoor, Lang Lang, Elena Bashkirova, Eurico Carrapatoso, Jacques Bedel, Amelita Baltar, A-ha, Alan Parsons, Air Supply, Gloria Gaynor, Alberto Sordi, Mario Testino, Werner Bischof, Robert Wilson, Alexander Rybak, Luis Vieira-Baptista, pelas revistas El arte de la fuga (Madrid), The Pandect (Pondicherry), Moog (Montevidéu), MiráBA (Buenos Aires), H&C (Lisboa) e o jornal El Día (La Plata). Ao longo dos anos entrevistou personalidades da arte como Eugenio Barba, André Rieu, Ewen Bremner, Stomp, Damián Szifrón, Oscar Martínez, Andy Muschietti, Julio Bocca, Lucila Gandolfo, César Paternosto, Marcela Fiorillo, Alicia Węgorzewska, Dee Tomasetta, Bill Kinder, Thomas Miller ou Tilka Jamnik. Em 2015, a respeito da apresentação de A democracia do símbolo, primeiro trabalho site-specific do artista argentino Leandro Erlich no Museu de Arte Latino-Americana de Buenos Aires, Isasi escreveu:
“Quem passou pelo centro de Buenos Aires no último fim de semana deve ter notado alguma mudança. E não era de admirar, já que a ponta do obelisco havia literalmente desaparecido. As pessoas tiraram fotos, mas não era uma lembrança turística. Não se tratava nem de estrangeiros retratando o típico cartão-postal. Foram os próprios argentinos que ficaram surpresos com uma cena tão surreal. Só de levantar a cabeça já era possível distinguir a ausência da ponta do monumento mítico mesmo ao longe. As pessoas comentavam, apontavam e com surpresa espiavam para fora dos carros para observar aquela imagem única. A realidade é que o ponto não desabou, ninguém o roubou, nem estava em restauração como alguns afirmaram ao passar. A ponta permanece firme a 67 metros de altura como de costume desde 1936. A suposta ausência se deve a uma intervenção óptica do artista argentino Leandro Erlich.”— Nicolás Isasi, 22 de setembro de 2015
Como crítico de cinema, há mais de uma década participa com frequência das últimas edições dos festivais internacionais de cinema Berlim International Film Festival, Mar del Plata International Film Festival, Espanoramas, Pantalla Pinamar, IndieLisboa Festival Internacional de Cinema, Festiwal Muzyki Filmowej de Cracóvia, BAFICI, FIVA, FUSO, Uncipar, Festival Inusual, Monstra, Festa do Cinema Italiano, Festival de cinema Francês, FestiFreak e FESAALP. Também foi programador e apresentador dos ciclos de cinema grego organizados por Ser Griegos em diferentes salas de cinema de Buenos Aires. Nicolás Isasi foi um dos organizadores do Primeiro Ragtime Festival na Argentina, onde grandes músicos do ragtime americano como Bryan Wright, Brian Holland, e Danny Coots tocaram no Centro Cultural Recoleta de Buenos Aires em 2014. A pedido da Fundação Ortega y Gasset, Nicolás Isasi foi conferencista juntamente com o professor Jorge Troisi Meleán nas séries de óperas: Uma viagem à ópera: História do poder e do prestígio e Ópera e História II: Espanha e Itália. Participou também do Primeiro Festival Internacional do Congresso Greco-Argentino de Teatro em Buenos Aires e do Congresso Helênico Internacional Nostos 2022 na Universidade de Buenos Aires (UBA). No novo aniversário de Alberto Ginastera, Isasi foi citado por Begum da seguinte forma:
Para o diretor de cinema e ópera de La Plata, Nicolás Isasi Ginastera, ele foi “um professor e intelectual muito destacado que é, sem dúvida, o maior expoente que o país deu no campo da música acadêmica”. Isasi diz que também é professor e crítico de arte, ele é o “compositor argentino mais executado por orquestras do mundo.— Begum, 2023

## Filmografia
Lista de filmes em que trabalhou.
| Ano  | Título                     | Diretor | Roteirista | Arte | Assist. de Dir. |
| ---- | -------------------------- | ------- | ---------- | ---- | --------------- |
| 2005 | Juntos                     | Sim     | Sim        | Sim  | Sim             |
| 2005 | El Silencio                | Sim     | Sim        |      |                 |
| 2005 | Vecinos                    | Sim     | Sim        |      |                 |
| 2005 | La mujer del piano         | Sim     | Sim        |      |                 |
| 2006 | Tentaciones                |         |            |      | Sim             |
| 2006 | Cambalache                 |         |            |      | Sim             |
| 2007 | El árbol                   | Sim     | Sim        |      |                 |
| 2007 | Doctor's Jazz Band         | Sim     | Sim        |      |                 |
| 2007 | Noche                      |         |            |      | Sim             |
| 2007 | Mientras Inglaterra Duerme |         |            |      | Sim             |
| 2007 | La arena                   |         |            | Sim  |                 |
| 2007 | El eslabón fallido         |         |            |      | Sim             |
| 2007 | Paseo por el bosque        | Sim     | Sim        | Sim  |                 |
| 2008 | Intersección               | Sim     | Sim        |      |                 |
| 2008 | Isósceles                  |         |            | Sim  | Sim             |
| 2008 | Los extranjeros            |         |            |      | Sim             |
| 2008 | De tres cuerpos            |         |            |      | Sim             |
| 2008 | Impunidad                  |         |            |      | Sim             |
| 2009 | Fantasma de Buenos Aires   |         |            | Sim  |                 |
| 2010 | Las veinte primaveras      |         |            |      | Sim             |
| 2010 | El teatro de Howell        |         |            |      | Sim             |
| 2011 | graFEETi                   | Sim     |            | Sim  |                 |
| 2013 | Mi nombre es Arturo        |         |            | Sim  |                 |
| 2014 | The Awakening              |         |            | Sim  |                 |
| 2015 | Perdidos en la ciudad      |         |            | Sim  |                 |
| 2021 | OUT OF MIND                | Sim     |            | Sim  |                 |
| 2024 | Gala & Kiwi                |         |            | Sim  |                 |
| 2024 | Landscapes for Freedom     | Sim     |            | Sim  |                 |

## Opera
Lista de óperas em que trabalhou.
| Ano  | Título                     | Encenador | Assist. de Enc. | Assist. de Fig | Assist. de Prod. |
| ---- | -------------------------- | --------- | --------------- | -------------- | ---------------- |
| 2007 | Rigoletto                  |           |                 | Sim            |                  |
| 2007 | Madama Butterfly           |           |                 | Sim            |                  |
| 2007 | L'Enfant et les sortilèges |           |                 | Sim            |                  |
| 2007 | Doña Francisquita          |           |                 | Sim            |                  |
| 2007 | L'Heure espagnole          |           |                 | Sim            |                  |
| 2008 | Roméo et Juliette          |           |                 | Sim            |                  |
| 2008 | Le nozze di Figaro         |           |                 | Sim            |                  |
| 2008 | Il barbiere di Siviglia    |           |                 | Sim            |                  |
| 2009 | La Veuve joyeuse           |           |                 | Sim            |                  |
| 2009 | The Old Maid and the Thief |           |                 | Sim            |                  |
| 2009 | Amelia al ballo            |           |                 | Sim            |                  |
| 2009 | La Veuve joyeuse           |           |                 | Sim            |                  |
| 2010 | Manon Lescaut              |           |                 | Sim            |                  |
| 2010 | Così fan tutte             |           |                 | Sim            |                  |
| 2011 | Gianni Schicchi            |           | Sim             |                |                  |
| 2011 | O morcego                  |           |                 | Sim            |                  |
| 2011 | Les Pêcheurs de perles     |           |                 | Sim            |                  |
| 2011 | Il trovatore               |           |                 | Sim            |                  |
| 2012 | Le nozze di Figaro         | Sim       |                 |                |                  |
| 2012 | The Bohemian Girl          |           |                 |                | Sim              |
| 2012 | Trouble in Tahiti          |           | Sim             |                |                  |
| 2012 | Tosca                      |           |                 | Sim            |                  |
| 2012 | Don Giovanni               |           |                 | Sim            |                  |
| 2012 | L'amico Fritz              |           |                 | Sim            |                  |
| 2012 | Cavalleria Rusticana       |           |                 | Sim            |                  |
| 2013 | A flauta mágica            |           |                 | Sim            |                  |
| 2013 | L'Enfant et les sortilèges |           | Sim             |                |                  |
| 2013 | Bastien und Bastienne      | Sim       |                 |                | Sim              |
| 2013 | Treemonisha                | Sim       |                 | Sim            | Sim              |
| 2013 | Apollo et Hyacinthus       | Sim       |                 |                | Sim              |
| 2014 | Porgy and Bess             |           |                 |                | Sim              |
| 2014 | Luisa Fernanda             |           |                 |                | Sim              |
| 2014 | La canterina               | Sim       |                 |                | Sim              |
| 2014 | Cavalleria Rusticana       | Sim       |                 |                | Sim              |
| 2015 | O morcego                  | Sim       |                 |                | Sim              |
| 2017 | Il viaggio d’Ulise         |           | Sim             | Sim            | Sim              |
| 2017 | Les Contes d'Hoffmann      |           | Sim             |                |                  |
| 2017 | Il trovatore               |           | Sim             |                |                  |
| 2017 | Pagliacci                  |           | Sim             |                |                  |
| 2018 | L'Arianna                  |           | Sim             | Sim            | Sim              |
| 2019 | Flis                       |           | Sim             | Sim            | Sim              |
| 2020 | Maria de Buenos Aires      |           | Sim             |                |                  |
| 2023 | Tosca                      |           | Sim             |                |                  |
| 2023 | As Damas Trocadas          | Sim       |                 |                |                  |
| 2024 | Acis & Galatea             | Sim       |                 |                |                  |

## Teatro
Lista de peças em que trabalhou.
| Ano       | Título                   | Assist. de encenação | Assist. de cenografia | Multimédia |
| --------- | ------------------------ | -------------------- | --------------------- | ---------- |
| 2011-2012 | La cantatrice chauve     | Sim                  |                       |            |
| 2012-2013 | Gala Veneciana           | Sim                  |                       |            |
| 2013-2015 | Más allá de esas sierras | Sim                  | Sim                   |            |
| 2017-2019 | Piso 35                  |                      | Sim                   | Sim        |
| 2018      | Los hilos de Ariadna     | Sim                  | Sim                   |            |
| 2018      | El casamiento            | Sim                  | Sim                   |            |
| 2021      | Dante 700                |                      |                       | Sim        |
| 2014-2021 | El huérfano feliz        |                      |                       | Sim        |
| 2024      | Dom Garcia               | Sim                  |                       |            |

## Prémios e Distinções
- Artista selecionado pela Quadrienal de Design de Performance e Espaço de Praga no PQ 2024: Tecnologias em Teatro, Performance e Design de Exposições, realizado em Praga, Chéquia (2024).
- Todas as nomeações, menções e distinções do Landscapes for Freedom em festivais internacionais de cinema (2023-2025).
- Artista selecionado na Bienal de Valência Ciutat Vella Oberta 2019-2021. Valência, Espanha (2021).[93]
- Todas as nomeações, menções e prémios OUT OF MIND em festivais internacionais de cinema (2021-2024).
- Semifinalista no Concurso Internacional NANO OPERA para Jovens Encenadores de Ópera no Teatro Helikon, Moscovo, Rússia (2019).
- Diploma atribuído pela Nostos como orador no Primeiro Festival Internacional de Teatro Greco-Argentino, organizado pela Embaixada da Grécia no Centro de Cooperação Cultural. Buenos Aires, Argentina (2019).
- Primeiro Prémio Nacional de Música no Festival Shakespeare na Escola. Buenos Aires, Argentina (2016).
- Participação no 44º Festival Internacional de Encontros de Música Contemporânea com a ópera Trouble in Tahiti, de Leonard Bernstein, no Conselho Profissional de Ciências Económicas. Buenos Aires, Argentina (2012).[94]
- Diploma atribuído pela Ibermedia como bolseiro do seminário de Direção de Atores do CECAN. Tenerife, Espanha (2011).
- Diploma atribuído por Ser Griegos em reconhecimento do valioso contributo para a interpretação do cinema grego. La Plata, Argentina (2011).
- Prémio Fuerte Barragán na categoria de cinema. Província de Buenos Aires, Argentina (2006).

| Ano  | Categoria                 | Indicação              | País           | Notas  | Festival                                  |
| ---- | ------------------------- | ---------------------- | -------------- | ------ | ----------------------------------------- |
| 2021 | Melhor Ator               | Out of Mind            | Inglaterra     | Venceu | Europe Film Festival                      |
| 2022 | Melhor Filme Experimental | Out of Mind            | Inglaterra     | Venceu | Indie Online Film Festival                |
| 2022 | Menção Honrosa            | Out of Mind            | Estados Unidos | Venceu | Bloomington Film Festival                 |
| 2022 | Menção Honrosa            | Out of Mind            | Itália         | Venceu | Festival del Cinema di Cefalù             |
| 2022 | Melhor Argumento          | Out of Mind            | Índia          | Venceu | Sittannavasal International Film Festival |
| 2022 | Melhor Ator               | Out of Mind            | Índia          | Venceu | Sittannavasal International Film Festival |
| 2022 | Melhor Ator               | Out of Mind            | Bahrein        | Venceu | Bahrain Indie International Film Festival |
| 2022 | Melhor Filme Experimental | Out of Mind            | Bahrein        | Venceu | Bahrain Indie International Film Festival |
| 2022 | Melhor Banda Sonora       | Out of Mind            | Índia          | Venceu | Tamilnadu International Film Fest         |
| 2023 | Melhor Filme de Fantasia  | Out of Mind            | Estados Unidos | Venceu | Angaelica Film Festival                   |
| 2024 | Menção Honrosa            | Landscapes for Freedom | Índia          | Venceu | Women’s Bioscope Film Festival            |
| 2025 | Prémio Homenagem          | Landscapes for Freedom | Estados Unidos | Venceu | 15th Latino & Native American Film Fest   |